# San Gaetano (titolo cardinalizio)
San Gaetano  è un titolo cardinalizio istituito da papa Francesco il 30 settembre 2023. Il titolo insiste sulla chiesa di San Gaetano, a Tor di Quinto, sede di parrocchia eretta il 29 maggio 1962.
Dal 30 settembre 2023 il titolare è il cardinale venezuelano Diego Rafael Padrón Sánchez, arcivescovo emerito di Cumaná.

## Titolari
- Diego Rafael Padrón Sánchez, dal 30 settembre 2023